# Volta à Romandia de 2023
A 76.ª edição da Volta à Romandia foi uma corrida de ciclismo de estrada por etapas que se celebrou entre 25 e 30 de abril de 2023 na Suíça com início na população de Port-Valais e final na cidade de Genebra. O percurso constou de 5 etapas e um prólogo sobre uma distância total de 691,57 quilómetros.
A corrida fez parte do circuito UCI WorldTour de 2023, calendário ciclístico de máximo nível mundial, sendo a vigésima corrida de dito circuito. O vencedor foi o britânico Adam Yates do UAE Emirates e esteve acompanhado no pódio pelo estado-unidense Matteo Jorgenson do Movistar e o italiano Damiano Caruso do Bahrain Victorious, segundo e terceiro classificado respectivamente.

## Equipas participantes
Tomaram parte na corrida 22 equipas: 18 de categoria UCI WorldTeam, 3 UCI ProTeam convidado pela organização e a seleção nacional da Suíça. Formaram assim um pelotão de 154 ciclistas dos que acabaram 119. As equipas participantes foram:
| Equipes WorldTeam (18)- AG2R Citroën Team - Alpecin-Deceuninck - Astana Qazaqstan Team - Bahrain Victorious - Bora-Hansgrohe - Cofidis - EF Education-EasyPost - Groupama-FDJ - Ineos Grenadiers - Intermarché-Circus-Wanty - Jumbo-Visma - Movistar Team - Soudal Quick-Step - Arkéa-Samsic - Team DSM - Team Jayco AlUla - Trek-Segafredo - UAE Team Emirates Equipes ProTeam (3)- Israel-Premier Tech - Lotto Dstny - Tudor Pro Cycling Team Equipe nacional- Suíça |
| |

## Percurso
O Volta à Romandia dispôs de seis etapas divididas num prólogo na jornada inaugural, três etapas em media montanha, uma etapa de montanha, e uma contrarrelógio individual no quarto dia, para um percurso total de 691,57 quilómetros e 11 958 metros de desnivel positivo.
| Etapa   | Data    | Percurso                                | type                      | Distância (km) | Elevação (m) | Vencedor         | Líder geral  |
| ------- | ------- | --------------------------------------- | ------------------------- | -------------- | ------------ | ---------------- | ------------ |
| Prólogo | 25 abr. | Port-Valais – Port-Valais               | prólogo                   | 6,82           | 10 m         | Josef Černý      | Josef Černý  |
| 1       | 26 abr. | Crissier – Vale de Joux                 | etapa escarpada           | 170,9          | 2 323 m      | Ethan Vernon     | Ethan Vernon |
| 2       | 27 abr. | Morteau – La Chaux-de-Fonds             | etapa escarpada           | 162,7          | 2 653 m      | Ethan Hayter     | Ethan Hayter |
| 3       | 28 abr. | Châtel-Saint-Denis – Châtel-Saint-Denis | contrarrelógio individual | 18,75          | 377 m        | Juan Ayuso       | Juan Ayuso   |
| 4       | 29 abr. | Sion – Thyon                            | alta montanha             | 161,6          | 4 308 m      | Adam Yates       | Adam Yates   |
| 5       | 30 abr. | Vufflens-la-Ville – Genebra             | etapa escarpada           | 170,8          | 2 287 m      | Fernando Gaviria | Adam Yates   |

## Desenvolvimento da corrida

### Prólogo
| Port-Valais - Port-Valais | prólogo | (6,82 km) |

| \| Classificação por etapas \| Classificação por etapas \| Classificação por etapas \| Classificação por etapas \| Classificação por etapas \| \| Ciclista \| Ciclista \| Equipe \| Tempo \| \| \| ------------------------ \| ------------------------ \| ------------------------ \| ------------------------ \| ------------------------ \| \| 1. \| Josef Černý \| Soudal Quick-Step \| 7m25s \| \| \| 2. \| Tobias Foss \| Jumbo-Visma \| + 1s \| \| \| 3. \| Rémi Cavagna \| Soudal Quick-Step \| + 1s \| \| \| 4. \| Nico Denz \| Bora-Hansgrohe \| + 4s \| \| \| 5. \| Joel Suter \| Tudor Pro Cycling Team \| + 5s \| \| \| 6. \| Ethan Hayter \| Ineos Grenadiers \| + 5s \| \| \| 7. \| Mikkel Bjerg \| UAE Team Emirates \| + 9s \| \| \| 8. \| Matteo Sobrero \| Team Jayco AlUla \| + 9s \| \| \| 9. \| Ivo Oliveira \| UAE Team Emirates \| + 9s \| \| \| 10. \| Ethan Vernon \| Soudal Quick-Step \| + 10s \| \| |                |                        |       |
| |                |                        |       |
| Fonte: ProCyclingStats |                |                        |       |
| Classificação por etapas |                |                        |       |
| Ciclista | Ciclista       | Equipe                 | Tempo |
| 1. | Josef Černý    | Soudal Quick-Step      | 7m25s |
| 2. | Tobias Foss    | Jumbo-Visma            | + 1s  |
| 3. | Rémi Cavagna   | Soudal Quick-Step      | + 1s  |
| 4. | Nico Denz      | Bora-Hansgrohe         | + 4s  |
| 5. | Joel Suter     | Tudor Pro Cycling Team | + 5s  |
| 6. | Ethan Hayter   | Ineos Grenadiers       | + 5s  |
| 7. | Mikkel Bjerg   | UAE Team Emirates      | + 9s  |
| 8. | Matteo Sobrero | Team Jayco AlUla       | + 9s  |
| 9. | Ivo Oliveira   | UAE Team Emirates      | + 9s  |
| 10. | Ethan Vernon   | Soudal Quick-Step      | + 10s |

| \| Classificação geral \| Classificação geral \| Classificação geral \| Classificação geral \| Classificação geral \| \| Ciclista \| Ciclista \| Equipe \| Tempo \| \| \| ------------------- \| ------------------- \| ---------------------- \| ------------------- \| ------------------- \| \| 1. \| Josef Černý \| Soudal Quick-Step \| 7m25s \| \| \| 2. \| Tobias Foss \| Jumbo-Visma \| + 1s \| \| \| 3. \| Rémi Cavagna \| Soudal Quick-Step \| + 1s \| \| \| 4. \| Nico Denz \| Bora-Hansgrohe \| + 4s \| \| \| 5. \| Joel Suter \| Tudor Pro Cycling Team \| + 5s \| \| \| 6. \| Ethan Hayter \| Ineos Grenadiers \| + 5s \| \| \| 7. \| Mikkel Bjerg \| UAE Team Emirates \| + 9s \| \| \| 8. \| Matteo Sobrero \| Team Jayco AlUla \| + 9s \| \| \| 9. \| Ivo Oliveira \| UAE Team Emirates \| + 9s \| \| \| 10. \| Ethan Vernon \| Soudal Quick-Step \| + 10s \| \| |                |                        |       |
| |                |                        |       |
| Fonte: ProCyclingStats |                |                        |       |
| Classificação geral |                |                        |       |
| Ciclista | Ciclista       | Equipe                 | Tempo |
| 1. | Josef Černý    | Soudal Quick-Step      | 7m25s |
| 2. | Tobias Foss    | Jumbo-Visma            | + 1s  |
| 3. | Rémi Cavagna   | Soudal Quick-Step      | + 1s  |
| 4. | Nico Denz      | Bora-Hansgrohe         | + 4s  |
| 5. | Joel Suter     | Tudor Pro Cycling Team | + 5s  |
| 6. | Ethan Hayter   | Ineos Grenadiers       | + 5s  |
| 7. | Mikkel Bjerg   | UAE Team Emirates      | + 9s  |
| 8. | Matteo Sobrero | Team Jayco AlUla       | + 9s  |
| 9. | Ivo Oliveira   | UAE Team Emirates      | + 9s  |
| 10. | Ethan Vernon   | Soudal Quick-Step      | + 10s |

### 1.ª etapa
| Crissier - Vale de Joux | etapa escarpada | (170,9 km) |

| \| Classificação por etapas \| Classificação por etapas \| Classificação por etapas \| Classificação por etapas \| Classificação por etapas \| \| Ciclista \| Ciclista \| Equipe \| Tempo \| \| \| ------------------------ \| ------------------------ \| ------------------------ \| ------------------------ \| ------------------------ \| \| 1. \| Ethan Vernon \| Soudal Quick-Step \| 4h05m34s \| \| \| 2. \| Thibau Nys \| Trek-Segafredo \| + 0s \| \| \| 3. \| Milan Menten \| Lotto Dstny \| + 0s \| \| \| 4. \| Romain Bardet \| Team DSM \| + 0s \| \| \| 5. \| Jacopo Mosca \| Trek-Segafredo \| + 0s \| \| \| 6. \| Nick Schultz \| Israel-Premier Tech \| + 0s \| \| \| 7. \| Lilian Calmejane \| Intermarché-Circus-Wanty \| + 0s \| \| \| 8. \| Clément Venturini \| AG2R Citroën Team \| + 0s \| \| \| 9. \| Ivo Oliveira \| UAE Team Emirates \| + 0s \| \| \| 10. \| Quinten Hermans \| Alpecin-Deceuninck \| + 0s \| \| |                   |                          |          |
| |                   |                          |          |
| Fonte: ProCyclingStats |                   |                          |          |
| Classificação por etapas |                   |                          |          |
| Ciclista | Ciclista          | Equipe                   | Tempo    |
| 1. | Ethan Vernon      | Soudal Quick-Step        | 4h05m34s |
| 2. | Thibau Nys        | Trek-Segafredo           | + 0s     |
| 3. | Milan Menten      | Lotto Dstny              | + 0s     |
| 4. | Romain Bardet     | Team DSM                 | + 0s     |
| 5. | Jacopo Mosca      | Trek-Segafredo           | + 0s     |
| 6. | Nick Schultz      | Israel-Premier Tech      | + 0s     |
| 7. | Lilian Calmejane  | Intermarché-Circus-Wanty | + 0s     |
| 8. | Clément Venturini | AG2R Citroën Team        | + 0s     |
| 9. | Ivo Oliveira      | UAE Team Emirates        | + 0s     |
| 10. | Quinten Hermans   | Alpecin-Deceuninck       | + 0s     |

| \| Classificação geral \| Classificação geral \| Classificação geral \| Classificação geral \| Classificação geral \| \| Ciclista \| Ciclista \| Equipe \| Tempo \| \| \| ------------------- \| ------------------- \| ---------------------- \| ------------------- \| ------------------- \| \| 1. \| Ethan Vernon \| Soudal Quick-Step \| 4h12m59s \| \| \| 2. \| Josef Černý \| Soudal Quick-Step \| + 0s \| \| \| 3. \| Tobias Foss \| Jumbo-Visma \| + 1s \| \| \| 4. \| Rémi Cavagna \| Soudal Quick-Step \| + 1s \| \| \| 5. \| Nico Denz \| Bora-Hansgrohe \| + 4s \| \| \| 6. \| Joel Suter \| Tudor Pro Cycling Team \| + 5s \| \| \| 7. \| Ethan Hayter \| Ineos Grenadiers \| + 5s \| \| \| 8. \| Mikkel Bjerg \| UAE Team Emirates \| + 9s \| \| \| 9. \| Matteo Sobrero \| Team Jayco AlUla \| + 9s \| \| \| 10. \| Ivo Oliveira \| UAE Team Emirates \| + 9s \| \| |                |                        |          |
| |                |                        |          |
| Fonte: ProCyclingStats |                |                        |          |
| Classificação geral |                |                        |          |
| Ciclista | Ciclista       | Equipe                 | Tempo    |
| 1. | Ethan Vernon   | Soudal Quick-Step      | 4h12m59s |
| 2. | Josef Černý    | Soudal Quick-Step      | + 0s     |
| 3. | Tobias Foss    | Jumbo-Visma            | + 1s     |
| 4. | Rémi Cavagna   | Soudal Quick-Step      | + 1s     |
| 5. | Nico Denz      | Bora-Hansgrohe         | + 4s     |
| 6. | Joel Suter     | Tudor Pro Cycling Team | + 5s     |
| 7. | Ethan Hayter   | Ineos Grenadiers       | + 5s     |
| 8. | Mikkel Bjerg   | UAE Team Emirates      | + 9s     |
| 9. | Matteo Sobrero | Team Jayco AlUla       | + 9s     |
| 10. | Ivo Oliveira   | UAE Team Emirates      | + 9s     |

### 2.ª etapa
| Morteau - La Chaux-de-Fonds | etapa escarpada | (162,7 km) |

| \| Classificação por etapas \| Classificação por etapas \| Classificação por etapas \| Classificação por etapas \| Classificação por etapas \| \| Ciclista \| Ciclista \| Equipe \| Tempo \| \| \| ------------------------ \| ------------------------ \| ------------------------ \| ------------------------ \| ------------------------ \| \| 1. \| Ethan Hayter \| Ineos Grenadiers \| 3h55m20s \| \| \| 2. \| Juan Ayuso \| UAE Team Emirates \| + 0s \| \| \| 3. \| Romain Bardet \| Team DSM \| + 0s \| \| \| 4. \| Matteo Sobrero \| Team Jayco AlUla \| + 0s \| \| \| 5. \| Oscar Onley \| Team DSM \| + 0s \| \| \| 6. \| Harry Sweeny \| Lotto Dstny \| + 0s \| \| \| 7. \| Kobe Goossens \| Intermarché-Circus-Wanty \| + 0s \| \| \| 8. \| Magnus Cort \| EF Education-EasyPost \| + 0s \| \| \| 9. \| Finn Fisher-Black \| UAE Team Emirates \| + 0s \| \| \| 10. \| Nick Schultz \| Israel-Premier Tech \| + 0s \| \| |                   |                          |          |
| |                   |                          |          |
| Fonte: ProCyclingStats |                   |                          |          |
| Classificação por etapas |                   |                          |          |
| Ciclista | Ciclista          | Equipe                   | Tempo    |
| 1. | Ethan Hayter      | Ineos Grenadiers         | 3h55m20s |
| 2. | Juan Ayuso        | UAE Team Emirates        | + 0s     |
| 3. | Romain Bardet     | Team DSM                 | + 0s     |
| 4. | Matteo Sobrero    | Team Jayco AlUla         | + 0s     |
| 5. | Oscar Onley       | Team DSM                 | + 0s     |
| 6. | Harry Sweeny      | Lotto Dstny              | + 0s     |
| 7. | Kobe Goossens     | Intermarché-Circus-Wanty | + 0s     |
| 8. | Magnus Cort       | EF Education-EasyPost    | + 0s     |
| 9. | Finn Fisher-Black | UAE Team Emirates        | + 0s     |
| 10. | Nick Schultz      | Israel-Premier Tech      | + 0s     |

| \| Classificação geral \| Classificação geral \| Classificação geral \| Classificação geral \| Classificação geral \| \| Ciclista \| Ciclista \| Equipe \| Tempo \| \| \| ------------------- \| -------------------- \| ------------------- \| ------------------- \| ------------------- \| \| 1. \| Ethan Hayter \| Ineos Grenadiers \| 8h08m14s \| \| \| 2. \| Tobias Foss \| Jumbo-Visma \| + 6s \| \| \| 3. \| Rémi Cavagna \| Soudal Quick-Step \| + 6s \| \| \| 4. \| Juan Ayuso \| UAE Team Emirates \| + 11s \| \| \| 5. \| Matteo Sobrero \| Team Jayco AlUla \| + 14s \| \| \| 6. \| Nelson Oliveira \| Movistar Team \| + 15s \| \| \| 7. \| Romain Bardet \| Team DSM \| + 17s \| \| \| 8. \| Jonathan Castroviejo \| Ineos Grenadiers \| + 17s \| \| \| 9. \| Finn Fisher-Black \| UAE Team Emirates \| + 17s \| \| \| 10. \| Rainer Kepplinger \| Bahrain Victorious \| + 18s \| \| |                      |                    |          |
| |                      |                    |          |
| Fonte: ProCyclingStats |                      |                    |          |
| Classificação geral |                      |                    |          |
| Ciclista | Ciclista             | Equipe             | Tempo    |
| 1. | Ethan Hayter         | Ineos Grenadiers   | 8h08m14s |
| 2. | Tobias Foss          | Jumbo-Visma        | + 6s     |
| 3. | Rémi Cavagna         | Soudal Quick-Step  | + 6s     |
| 4. | Juan Ayuso           | UAE Team Emirates  | + 11s    |
| 5. | Matteo Sobrero       | Team Jayco AlUla   | + 14s    |
| 6. | Nelson Oliveira      | Movistar Team      | + 15s    |
| 7. | Romain Bardet        | Team DSM           | + 17s    |
| 8. | Jonathan Castroviejo | Ineos Grenadiers   | + 17s    |
| 9. | Finn Fisher-Black    | UAE Team Emirates  | + 17s    |
| 10. | Rainer Kepplinger    | Bahrain Victorious | + 18s    |

### 3.ª etapa
| Châtel-Saint-Denis - Châtel-Saint-Denis | contrarrelógio individual | (18,75 km) |

| \| Classificação por etapas \| Classificação por etapas \| Classificação por etapas \| Classificação por etapas \| Classificação por etapas \| \| Ciclista \| Ciclista \| Equipe \| Tempo \| \| \| ------------------------ \| ------------------------ \| ------------------------ \| ------------------------ \| ------------------------ \| \| 1. \| Juan Ayuso \| UAE Team Emirates \| 25m15s \| \| \| 2. \| Matteo Jorgenson \| Movistar Team \| + 5s \| \| \| 3. \| Adam Yates \| UAE Team Emirates \| + 17s \| \| \| 4. \| Nelson Oliveira \| Movistar Team \| + 18s \| \| \| 5. \| William Barta \| Movistar Team \| + 19s \| \| \| 6. \| Damiano Caruso \| Bahrain Victorious \| + 20s \| \| \| 7. \| Mikkel Bjerg \| UAE Team Emirates \| + 24s \| \| \| 8. \| Tobias Foss \| Jumbo-Visma \| + 24s \| \| \| 9. \| Gino Mäder \| Bahrain Victorious \| + 25s \| \| \| 10. \| Max Poole \| Team DSM \| + 27s \| \| |                  |                    |        |
| |                  |                    |        |
| Fonte: ProCyclingStats |                  |                    |        |
| Classificação por etapas |                  |                    |        |
| Ciclista | Ciclista         | Equipe             | Tempo  |
| 1. | Juan Ayuso       | UAE Team Emirates  | 25m15s |
| 2. | Matteo Jorgenson | Movistar Team      | + 5s   |
| 3. | Adam Yates       | UAE Team Emirates  | + 17s  |
| 4. | Nelson Oliveira  | Movistar Team      | + 18s  |
| 5. | William Barta    | Movistar Team      | + 19s  |
| 6. | Damiano Caruso   | Bahrain Victorious | + 20s  |
| 7. | Mikkel Bjerg     | UAE Team Emirates  | + 24s  |
| 8. | Tobias Foss      | Jumbo-Visma        | + 24s  |
| 9. | Gino Mäder       | Bahrain Victorious | + 25s  |
| 10. | Max Poole        | Team DSM           | + 27s  |

| \| Classificação geral \| Classificação geral \| Classificação geral \| Classificação geral \| Classificação geral \| \| Ciclista \| Ciclista \| Equipe \| Tempo \| \| \| ------------------- \| -------------------- \| ------------------- \| ------------------- \| ------------------- \| \| 1. \| Juan Ayuso \| UAE Team Emirates \| 8h33m40s \| \| \| 2. \| Matteo Jorgenson \| Movistar Team \| + 18s \| \| \| 3. \| Tobias Foss \| Jumbo-Visma \| + 19s \| \| \| 4. \| Nelson Oliveira \| Movistar Team \| + 22s \| \| \| 5. \| Adam Yates \| UAE Team Emirates \| + 30s \| \| \| 6. \| Damiano Caruso \| Bahrain Victorious \| + 32s \| \| \| 7. \| Finn Fisher-Black \| UAE Team Emirates \| + 34s \| \| \| 8. \| Jonathan Castroviejo \| Ineos Grenadiers \| + 36s \| \| \| 9. \| Max Poole \| Team DSM \| + 37s \| \| \| 10. \| Ethan Hayter \| Ineos Grenadiers \| + 38s \| \| |                      |                    |          |
| |                      |                    |          |
| Fonte: ProCyclingStats |                      |                    |          |
| Classificação geral |                      |                    |          |
| Ciclista | Ciclista             | Equipe             | Tempo    |
| 1. | Juan Ayuso           | UAE Team Emirates  | 8h33m40s |
| 2. | Matteo Jorgenson     | Movistar Team      | + 18s    |
| 3. | Tobias Foss          | Jumbo-Visma        | + 19s    |
| 4. | Nelson Oliveira      | Movistar Team      | + 22s    |
| 5. | Adam Yates           | UAE Team Emirates  | + 30s    |
| 6. | Damiano Caruso       | Bahrain Victorious | + 32s    |
| 7. | Finn Fisher-Black    | UAE Team Emirates  | + 34s    |
| 8. | Jonathan Castroviejo | Ineos Grenadiers   | + 36s    |
| 9. | Max Poole            | Team DSM           | + 37s    |
| 10. | Ethan Hayter         | Ineos Grenadiers   | + 38s    |

### 4.ª etapa
| Sion - Thyon | alta montanha | (161,6 km) |

| \| Classificação por etapas \| Classificação por etapas \| Classificação por etapas \| Classificação por etapas \| Classificação por etapas \| \| Ciclista \| Ciclista \| Equipe \| Tempo \| \| \| ------------------------ \| ------------------------ \| ------------------------ \| ------------------------ \| ------------------------ \| \| 1. \| Adam Yates \| UAE Team Emirates \| 4h40m41s \| \| \| 2. \| Thibaut Pinot \| Groupama-FDJ \| + 7s \| \| \| 3. \| Damiano Caruso \| Bahrain Victorious \| + 19s \| \| \| 4. \| Max Poole \| Team DSM \| + 21s \| \| \| 5. \| Matteo Jorgenson \| Movistar Team \| + 21s \| \| \| 6. \| Cian Uijtdebroeks \| Bora-Hansgrohe \| + 23s \| \| \| 7. \| Romain Bardet \| Team DSM \| + 45s \| \| \| 8. \| Egan Bernal \| Ineos Grenadiers \| + 54s \| \| \| 9. \| Edward Dunbar \| Team Jayco AlUla \| + 54s \| \| \| 10. \| Thomas Gloag \| Jumbo-Visma \| + 54s \| \| |                   |                    |          |
| |                   |                    |          |
| Fonte: ProCyclingStats |                   |                    |          |
| Classificação por etapas |                   |                    |          |
| Ciclista | Ciclista          | Equipe             | Tempo    |
| 1. | Adam Yates        | UAE Team Emirates  | 4h40m41s |
| 2. | Thibaut Pinot     | Groupama-FDJ       | + 7s     |
| 3. | Damiano Caruso    | Bahrain Victorious | + 19s    |
| 4. | Max Poole         | Team DSM           | + 21s    |
| 5. | Matteo Jorgenson  | Movistar Team      | + 21s    |
| 6. | Cian Uijtdebroeks | Bora-Hansgrohe     | + 23s    |
| 7. | Romain Bardet     | Team DSM           | + 45s    |
| 8. | Egan Bernal       | Ineos Grenadiers   | + 54s    |
| 9. | Edward Dunbar     | Team Jayco AlUla   | + 54s    |
| 10. | Thomas Gloag      | Jumbo-Visma        | + 54s    |

| \| Classificação geral \| Classificação geral \| Classificação geral \| Classificação geral \| Classificação geral \| \| Ciclista \| Ciclista \| Equipe \| Tempo \| \| \| ------------------- \| ------------------- \| ------------------- \| ------------------- \| ------------------- \| \| 1. \| Adam Yates \| UAE Team Emirates \| 13h14m41s \| \| \| 2. \| Matteo Jorgenson \| Movistar Team \| + 19s \| \| \| 3. \| Damiano Caruso \| Bahrain Victorious \| + 27s \| \| \| 4. \| Max Poole \| Team DSM \| + 38s \| \| \| 5. \| Thibaut Pinot \| Groupama-FDJ \| + 41s \| \| \| 6. \| Cian Uijtdebroeks \| Bora-Hansgrohe \| + 1m21s \| \| \| 7. \| Romain Bardet \| Team DSM \| + 1m28s \| \| \| 8. \| Egan Bernal \| Ineos Grenadiers \| + 1m53s \| \| \| 9. \| Edward Dunbar \| Team Jayco AlUla \| + 1m53s \| \| \| 10. \| Rafał Majka \| UAE Team Emirates \| + 2m07s \| \| |                   |                    |           |
| |                   |                    |           |
| Fonte: ProCyclingStats |                   |                    |           |
| Classificação geral |                   |                    |           |
| Ciclista | Ciclista          | Equipe             | Tempo     |
| 1. | Adam Yates        | UAE Team Emirates  | 13h14m41s |
| 2. | Matteo Jorgenson  | Movistar Team      | + 19s     |
| 3. | Damiano Caruso    | Bahrain Victorious | + 27s     |
| 4. | Max Poole         | Team DSM           | + 38s     |
| 5. | Thibaut Pinot     | Groupama-FDJ       | + 41s     |
| 6. | Cian Uijtdebroeks | Bora-Hansgrohe     | + 1m21s   |
| 7. | Romain Bardet     | Team DSM           | + 1m28s   |
| 8. | Egan Bernal       | Ineos Grenadiers   | + 1m53s   |
| 9. | Edward Dunbar     | Team Jayco AlUla   | + 1m53s   |
| 10. | Rafał Majka       | UAE Team Emirates  | + 2m07s   |

### 5.ª etapa
| Vufflens-la-Ville - Genebra | etapa escarpada | (170,8 km) |

| \| Classificação por etapas \| Classificação por etapas \| Classificação por etapas \| Classificação por etapas \| Classificação por etapas \| \| Ciclista \| Ciclista \| Equipe \| Tempo \| \| \| ------------------------ \| ------------------------ \| ------------------------ \| ------------------------ \| ------------------------ \| \| 1. \| Fernando Gaviria \| Movistar Team \| 3h58m01s \| \| \| 2. \| Nikias Arndt \| Bahrain Victorious \| + 0s \| \| \| 3. \| Ethan Hayter \| Ineos Grenadiers \| + 0s \| \| \| 4. \| Milan Menten \| Lotto Dstny \| + 0s \| \| \| 5. \| Gianmarco Garofoli \| Astana Qazaqstan Team \| + 0s \| \| \| 6. \| Luca Mozzato \| Arkéa-Samsic \| + 0s \| \| \| 7. \| Lewis Askey \| Groupama-FDJ \| + 0s \| \| \| 8. \| Magnus Cort \| EF Education-EasyPost \| + 0s \| \| \| 9. \| Matteo Sobrero \| Team Jayco AlUla \| + 0s \| \| \| 10. \| Dion Smith \| Intermarché-Circus-Wanty \| + 0s \| \| |                    |                          |          |
| |                    |                          |          |
| Fonte: ProCyclingStats |                    |                          |          |
| Classificação por etapas |                    |                          |          |
| Ciclista | Ciclista           | Equipe                   | Tempo    |
| 1. | Fernando Gaviria   | Movistar Team            | 3h58m01s |
| 2. | Nikias Arndt       | Bahrain Victorious       | + 0s     |
| 3. | Ethan Hayter       | Ineos Grenadiers         | + 0s     |
| 4. | Milan Menten       | Lotto Dstny              | + 0s     |
| 5. | Gianmarco Garofoli | Astana Qazaqstan Team    | + 0s     |
| 6. | Luca Mozzato       | Arkéa-Samsic             | + 0s     |
| 7. | Lewis Askey        | Groupama-FDJ             | + 0s     |
| 8. | Magnus Cort        | EF Education-EasyPost    | + 0s     |
| 9. | Matteo Sobrero     | Team Jayco AlUla         | + 0s     |
| 10. | Dion Smith         | Intermarché-Circus-Wanty | + 0s     |

## Classificações finais
- As classificações finalizaram da seguinte forma:[5]

### Classificação geral
| \| Classificação geral \| Classificação geral \| Classificação geral \| Classificação geral \| Classificação geral \| \| Ciclista \| Ciclista \| Equipe \| Tempo \| \| \| ------------------- \| ------------------- \| ------------------- \| ------------------- \| ------------------- \| \| 1. \| Adam Yates \| UAE Team Emirates \| 17h12m42s \| \| \| 2. \| Matteo Jorgenson \| Movistar Team \| + 19s \| \| \| 3. \| Damiano Caruso \| Bahrain Victorious \| + 27s \| \| \| 4. \| Max Poole \| Team DSM \| + 38s \| \| \| 5. \| Thibaut Pinot \| Groupama-FDJ \| + 41s \| \| \| 6. \| Cian Uijtdebroeks \| Bora-Hansgrohe \| + 1m21s \| \| \| 7. \| Romain Bardet \| Team DSM \| + 1m28s \| \| \| 8. \| Egan Bernal \| Ineos Grenadiers \| + 1m53s \| \| \| 9. \| Edward Dunbar \| Team Jayco AlUla \| + 1m53s \| \| \| 10. \| Rafał Majka \| UAE Team Emirates \| + 2m07s \| \| |                   |                    |           |
| |                   |                    |           |
| Fonte: ProCyclingStats |                   |                    |           |
| Classificação geral |                   |                    |           |
| Ciclista | Ciclista          | Equipe             | Tempo     |
| 1. | Adam Yates        | UAE Team Emirates  | 17h12m42s |
| 2. | Matteo Jorgenson  | Movistar Team      | + 19s     |
| 3. | Damiano Caruso    | Bahrain Victorious | + 27s     |
| 4. | Max Poole         | Team DSM           | + 38s     |
| 5. | Thibaut Pinot     | Groupama-FDJ       | + 41s     |
| 6. | Cian Uijtdebroeks | Bora-Hansgrohe     | + 1m21s   |
| 7. | Romain Bardet     | Team DSM           | + 1m28s   |
| 8. | Egan Bernal       | Ineos Grenadiers   | + 1m53s   |
| 9. | Edward Dunbar     | Team Jayco AlUla   | + 1m53s   |
| 10. | Rafał Majka       | UAE Team Emirates  | + 2m07s   |

### Classificação dos pontos
| Classificação por pontos | Classificação por pontos | Classificação por pontos | Classificação por pontos | Classificação por pontos |
| Ciclista                 | Ciclista                 | Equipe                   | Pontos                   |                          |
| ------------------------ | ------------------------ | ------------------------ | ------------------------ | ------------------------ |
| 1.                       | Ethan Hayter             | Ineos Grenadiers         | 100 pts                  |                          |
| 2.                       | Juan Ayuso               | UAE Team Emirates        | 64 pts                   |                          |
| 3.                       | Ethan Vernon             | Soudal Quick-Step        | 57 pts                   |                          |
| 4.                       | Adam Yates               | UAE Team Emirates        | 52 pts                   |                          |
| 5.                       | Romain Bardet            | Team DSM                 | 51 pts                   |                          |
| 6.                       | Fernando Gaviria         | Movistar Team            | 50 pts                   |                          |
| 7.                       | Matteo Jorgenson         | Movistar Team            | 48 pts                   |                          |
| 8.                       | Damiano Caruso           | Bahrain Victorious       | 40 pts                   |                          |
| 9.                       | Nikias Arndt             | Bahrain Victorious       | 38 pts                   |                          |
| 10.                      | Milan Menten             | Lotto Dstny              | 38 pts                   |                          |

### Classificação da montanha
| Classificação da montanha | Classificação da montanha | Classificação da montanha | Classificação da montanha | Classificação da montanha |
| Ciclista                  | Ciclista                  | Equipe                    | Pontos                    |                           |
| ------------------------- | ------------------------- | ------------------------- | ------------------------- | ------------------------- |
| 1.                        | Julien Bernard            | Trek-Segafredo            | 64 pts                    |                           |
| 2.                        | Thomas De Gendt           | Lotto Dstny               | 18 pts                    |                           |
| 3.                        | Adam Yates                | UAE Team Emirates         | 17 pts                    |                           |
| 4.                        | Gleb Brussenskiy          | Astana Qazaqstan Team     | 15 pts                    |                           |
| 5.                        | Thomas Gloag              | Jumbo-Visma               | 13 pts                    |                           |
| 6.                        | Ben Zwiehoff              | Bora-Hansgrohe            | 13 pts                    |                           |
| 7.                        | Dario Lillo               | Suíça                     | 12 pts                    |                           |
| 8.                        | Paul Lapeira              | AG2R Citroën Team         | 10 pts                    |                           |
| 9.                        | Tom Bohli                 | Tudor Pro Cycling Team    | 10 pts                    |                           |
| 10.                       | Robert Stannard           | Alpecin-Deceuninck        | 9 pts                     |                           |

### Classificação dos jovens
| Classificação dos jovens | Classificação dos jovens | Classificação dos jovens | Classificação dos jovens | Classificação dos jovens |
| Ciclista                 | Ciclista                 | Equipe                   | Tempo                    |                          |
| ------------------------ | ------------------------ | ------------------------ | ------------------------ | ------------------------ |
| 1.                       | Matteo Jorgenson         | Movistar Team            | 17h13m01s                |                          |
| 2.                       | Max Poole                | Team DSM                 | + 19s                    |                          |
| 3.                       | Cian Uijtdebroeks        | Bora-Hansgrohe           | + 1m02s                  |                          |
| 4.                       | Thomas Gloag             | Jumbo-Visma              | + 1m55s                  |                          |
| 5.                       | Juan Ayuso               | UAE Team Emirates        | + 2m49s                  |                          |
| 6.                       | Filippo Zana             | Team Jayco AlUla         | + 2m52s                  |                          |
| 7.                       | Oscar Onley              | Team DSM                 | + 3m23s                  |                          |
| 8.                       | Lenny Martinez           | Groupama-FDJ             | + 5m07s                  |                          |
| 9.                       | Finn Fisher-Black        | UAE Team Emirates        | + 6m00s                  |                          |
| 10.                      | Asbjørn Hellemose        | Trek-Segafredo           | + 12m01s                 |                          |

### Classificação por equipas
| Classificação por equipes | Classificação por equipes | Classificação por equipes | Classificação por equipes |
| Equipe                    | Equipe                    | Tempo                     |                           |
| ------------------------- | ------------------------- | ------------------------- | ------------------------- |
| 1.                        | UAE Team Emirates         | 51h42m21s                 |                           |
| 2.                        | Team DSM                  | + 1m01s                   |                           |
| 3.                        | Bahrain Victorious        | + 1m22s                   |                           |
| 4.                        | Movistar Team             | + 3m38s                   |                           |
| 5.                        | Ineos Grenadiers          | + 3m55s                   |                           |
| 6.                        | Team Jayco AlUla          | + 7m37s                   |                           |
| 7.                        | EF Education-EasyPost     | + 8m00s                   |                           |
| 8.                        | Jumbo-Visma               | + 12m47s                  |                           |
| 9.                        | AG2R Citroën Team         | + 13m29s                  |                           |
| 10.                       | Tudor Pro Cycling Team    | + 16m52s                  |                           |

## Evolução das classificações
| Etapa   |                           | Vencedor _       | Classificação geral | Prêmio por pontos | Prêmio de montanha | Juventude        | Disputa          | Equipes           |
| ------- | ------------------------- | ---------------- | ------------------- | ----------------- | ------------------ | ---------------- | ---------------- | ----------------- |
| Prólogo | prólogo                   | Josef Černý      | Josef Černý         | Josef Černý       | não atribuído      | Ethan Vernon     | não atribuído    | Soudal Quick-Step |
| 1       | etapa escarpada           | Ethan Vernon     | Ethan Vernon        | Ethan Vernon      | Julien Bernard     | Ethan Vernon     | Julien Bernard   | Soudal Quick-Step |
| 2       | etapa escarpada           | Ethan Hayter     | Ethan Hayter        | Ethan Hayter      | Julien Bernard     | Juan Ayuso       | Gleb Brussenskiy | UAE Team Emirates |
| 3       | contrarrelógio individual | Juan Ayuso       | Juan Ayuso          | Ethan Hayter      | Julien Bernard     | Juan Ayuso       | não atribuído    | UAE Team Emirates |
| 4       | alta montanha             | Adam Yates       | Adam Yates          | Ethan Hayter      | Julien Bernard     | Matteo Jorgenson | Thomas De Gendt  | UAE Team Emirates |
| 5       | etapa escarpada           | Fernando Gaviria | Adam Yates          | Ethan Hayter      | Julien Bernard     | Matteo Jorgenson | Alexander Kamp   | UAE Team Emirates |
| Final   | Final                     |                  | Adam Yates          | Ethan Hayter      | Julien Bernard     | Matteo Jorgenson | não atribuído    | UAE Team Emirates |

## Ciclistas participantes e posições finais
| Bora-Hansgrohe BOH | Bora-Hansgrohe BOH      | Bora-Hansgrohe BOH |
| ------------------ | ----------------------- | ------------------ |
| Num                | Ciclista                | Pos                |
| 1                  | Sergio Higuita (COL)    | NP-3               |
| 2                  | Cesare Benedetti (POL)  | 101.               |
| 3                  | Nico Denz (GER)         | 77.                |
| 4                  | Bob Jungels (LUX) (CRI) | 42.                |
| 5                  | Luis-Joe Lührs (GER)    | 59.                |
| 6                  | Cian Uijtdebroeks (BEL) | 6.                 |
| 7                  | Ben Zwiehoff (GER)      | 56.                |

| UAE Team Emirates UAD | UAE Team Emirates UAD   | UAE Team Emirates UAD |
| --------------------- | ----------------------- | --------------------- |
| Num                   | Ciclista                | Pos                   |
| 11                    | Adam Yates (GBR)        | 1.                    |
| 12                    | Ivo Oliveira (POR)      | 108.                  |
| 13                    | Juan Ayuso (ESP)        | 16.                   |
| 14                    | Mikkel Bjerg (DEN)      | 35.                   |
| 15                    | Finn Fisher-Black (NZL) | 32.                   |
| 16                    | Rafał Majka (POL)       | 10.                   |
| 17                    | Domen Novak (SLO)       | 82.                   |

| Jumbo-Visma TJV | Jumbo-Visma TJV         | Jumbo-Visma TJV |
| --------------- | ----------------------- | --------------- |
| Num             | Ciclista                | Pos             |
| 21              | Steven Kruijswijk (NED) | 31.             |
| 22              | Tobias Foss (NOR) (CRI) | NP-4            |
| 23              | Robert Gesink (NED)     | NP-4            |
| 24              | Thomas Gloag (GBR)      | 11.             |
| 25              | Lennard Hofstede (NED)  | DNF-2           |
| 26              | Gijs Leemreize (NED)    | 64.             |
| 27              | Jos van Emden (NED)     | 92.             |

| Soudal Quick-Step SOQ | Soudal Quick-Step SOQ | Soudal Quick-Step SOQ |
| --------------------- | --------------------- | --------------------- |
| Num                   | Ciclista              | Pos                   |
| 31                    | Rémi Cavagna (FRA)    | 46.                   |
| 32                    | Josef Černý (CZE)     | 93.                   |
| 33                    | Dries Devenyns (BEL)  | 99.                   |
| 34                    | James Knox (GBR)      | NP-2                  |
| 35                    | Fausto Masnada (ITA)  | NP-5                  |
| 36                    | Casper Pedersen (DEN) | 87.                   |
| 37                    | Ethan Vernon (GBR)    | 94.                   |

| Alpecin-Deceuninck ADC | Alpecin-Deceuninck ADC      | Alpecin-Deceuninck ADC |
| ---------------------- | --------------------------- | ---------------------- |
| Num                    | Ciclista                    | Pos                    |
| 41                     | Quinten Hermans (BEL)       | 67.                    |
| 42                     | Tobias Bayer (AUT)          | DNF-4                  |
| 43                     | Jason Osborne (GER)         | 38.                    |
| 44                     | Kristian Sbaragli (ITA)     | 109.                   |
| 45                     | Robert Stannard (AUS)       | 90.                    |
| 46                     | Lionel Taminiaux (BEL)      | 119.                   |
| 47                     | Fabio Van den Bossche (BEL) | 111.                   |

| Trek-Segafredo TFS | Trek-Segafredo TFS      | Trek-Segafredo TFS |
| ------------------ | ----------------------- | ------------------ |
| Num                | Ciclista                | Pos                |
| 51                 | Tony Gallopin (FRA)     | 44.                |
| 52                 | Julien Bernard (FRA)    | 86.                |
| 53                 | Marc Brustenga (ESP)    | 115.               |
| 54                 | Kenny Elissonde (FRA)   | NP-5               |
| 55                 | Asbjørn Hellemose (DEN) | 49.                |
| 56                 | Jacopo Mosca (ITA)      | 68.                |
| 57                 | Thibau Nys (BEL)        | 57.                |

| EF Education-EasyPost EFE | EF Education-EasyPost EFE    | EF Education-EasyPost EFE |
| ------------------------- | ---------------------------- | ------------------------- |
| Num                       | Ciclista                     | Pos                       |
| 61                        | Magnus Cort (DEN)            | 69.                       |
| 62                        | Andrey Amador (CRC)          | 78.                       |
| 63                        | Jonathan Caicedo (ECU) (CRI) | 24.                       |
| 64                        | Simon Carr (GBR)             | NP-5                      |
| 65                        | Odd Christian Eiking (NOR)   | 37.                       |
| 66                        | Mark Padun (UKR)             | DNF-4                     |
| 67                        | Sean Quinn (USA)             | NP-2                      |

| Groupama-FDJ GFC | Groupama-FDJ GFC        | Groupama-FDJ GFC |
| ---------------- | ----------------------- | ---------------- |
| Num              | Ciclista                | Pos              |
| 71               | Thibaut Pinot (FRA)     | 5.               |
| 72               | Lewis Askey (GBR)       | 104.             |
| 73               | Lorenzo Germani (ITA)   | 63.              |
| 74               | Mathieu Ladagnous (FRA) | 79.              |
| 75               | Lenny Martinez (FRA)    | 28.              |
| 76               | Enzo Paleni (FRA)       | 62.              |
| 77               | Reuben Thompson (NZL)   | 60.              |

| Movistar Team MOV | Movistar Team MOV       | Movistar Team MOV |
| ----------------- | ----------------------- | ----------------- |
| Num               | Ciclista                | Pos               |
| 81                | Matteo Jorgenson (USA)  | 2.                |
| 82                | William Barta (USA)     | 13.               |
| 83                | Fernando Gaviria (COL)  | 105.              |
| 84                | Gregor Mühlberger (AUT) | 43.               |
| 85                | Nelson Oliveira (POR)   | 26.               |
| 86                | Iván Romeo (ESP)        | 102.              |
| 87                | Sergio Samitier (ESP)   | 52.               |

| Bahrain Victorious TBV | Bahrain Victorious TBV      | Bahrain Victorious TBV |
| ---------------------- | --------------------------- | ---------------------- |
| Num                    | Ciclista                    | Pos                    |
| 91                     | Gino Mäder (SUI)            | 15.                    |
| 92                     | Nikias Arndt (GER)          | 75.                    |
| 93                     | Damiano Caruso (ITA)        | 3.                     |
| 94                     | Rainer Kepplinger (AUT)     | 14.                    |
| 95                     | Filip Maciejuk (POL)        | 95.                    |
| 96                     | Johan Price-Pejtersen (DEN) | NP-5                   |
| 97                     | Dušan Rajović (SRB) (CRI)   | NP-5                   |

| Ineos Grenadiers IGD | Ineos Grenadiers IGD       | Ineos Grenadiers IGD |
| -------------------- | -------------------------- | -------------------- |
| Num                  | Ciclista                   | Pos                  |
| 101                  | Egan Bernal (COL)          | 8.                   |
| 102                  | Jonathan Castroviejo (ESP) | 12.                  |
| 103                  | Ethan Hayter (GBR) (CRI)   | 20.                  |
| 104                  | Jhonatan Narváez (ECU)     | 40.                  |
| 105                  | Brandon Rivera (COL)       | DNF-5                |
| 106                  | Elia Viviani (ITA)         | DNF-5                |
| 107                  | Cameron Wurf (AUS)         | 112.                 |

| Team Jayco AlUla JAY | Team Jayco AlUla JAY          | Team Jayco AlUla JAY |
| -------------------- | ----------------------------- | -------------------- |
| Num                  | Ciclista                      | Pos                  |
| 111                  | Simon Yates (GBR)             | DNF-1                |
| 112                  | Lawson Craddock (USA) (CRI)   | 73.                  |
| 113                  | Edward Dunbar (IRL)           | 9.                   |
| 114                  | Chris Harper (AUS)            | 36.                  |
| 115                  | Christopher Juul-Jensen (DEN) | NP-5                 |
| 116                  | Matteo Sobrero (ITA)          | 48.                  |
| 117                  | Filippo Zana (ITA) (estrada)  | 17.                  |

| Team DSM DSM | Team DSM DSM          | Team DSM DSM |
| ------------ | --------------------- | ------------ |
| Num          | Ciclista              | Pos          |
| 121          | Romain Bardet (FRA)   | 7.           |
| 122          | Marco Brenner (GER)   | 96.          |
| 123          | Alberto Dainese (ITA) | NP-3         |
| 124          | Chris Hamilton (AUS)  | 61.          |
| 125          | Niklas Märkl (GER)    | NP-3         |
| 126          | Oscar Onley (GBR)     | 23.          |
| 127          | Max Poole (GBR)       | 4.           |

| AG2R Citroën Team ACT | AG2R Citroën Team ACT   | AG2R Citroën Team ACT |
| --------------------- | ----------------------- | --------------------- |
| Num                   | Ciclista                | Pos                   |
| 131                   | Clément Berthet (FRA)   | 27.                   |
| 132                   | Geoffrey Bouchard (FRA) | 22.                   |
| 133                   | Dorian Godon (FRA)      | 65.                   |
| 134                   | Paul Lapeira (FRA)      | 80.                   |
| 135                   | Nans Peters (FRA)       | 39.                   |
| 136                   | Michael Schär (SUI)     | 50.                   |
| 137                   | Clément Venturini (FRA) | 70.                   |

| Intermarché-Circus-Wanty ICW | Intermarché-Circus-Wanty ICW | Intermarché-Circus-Wanty ICW |
| ---------------------------- | ---------------------------- | ---------------------------- |
| Num                          | Ciclista                     | Pos                          |
| 141                          | Louis Meintjes (RSA)         | 19.                          |
| 142                          | Niccolò Bonifazio (ITA)      | 107.                         |
| 143                          | Lilian Calmejane (FRA)       | NP-5                         |
| 144                          | Rui Costa (POR)              | DNF-1                        |
| 145                          | Kobe Goossens (BEL)          | NP-4                         |
| 146                          | Dion Smith (NZL)             | 98.                          |
| 147                          | Rein Taaramäe (EST) (CRI)    | 25.                          |

| Cofidis COF | Cofidis COF               | Cofidis COF |
| ----------- | ------------------------- | ----------- |
| Num         | Ciclista                  | Pos         |
| 151         | Ion Izagirre (ESP)        | NP-3        |
| 152         | Thomas Champion (FRA)     | NP-5        |
| 153         | Eddy Finé (FRA)           | 88.         |
| 154         | Simon Geschke (GER)       | 89.         |
| 155         | Jesús Herrada (ESP)       | 30.         |
| 156         | Anthony Perez (FRA)       | NP-3        |
| 157         | Pierre-Luc Périchon (FRA) | DNF-4       |

| Arkéa-Samsic ARK | Arkéa-Samsic ARK               | Arkéa-Samsic ARK |
| ---------------- | ------------------------------ | ---------------- |
| Num              | Ciclista                       | Pos              |
| 161              | Kévin Vauquelin (FRA)          | DNF-2            |
| 162              | Clément Champoussin (FRA)      | 47.              |
| 163              | Ewen Costiou (FRA)             | DNF-5            |
| 164              | Kévin Ledanois (FRA)           | 83.              |
| 165              | Luca Mozzato (ITA)             | 106.             |
| 166              | Andrii Ponomar (UKR) (estrada) | DNF-1            |
| 167              | Cristián Rodríguez (ESP)       | 41.              |

| Astana Qazaqstan Team AST | Astana Qazaqstan Team AST      | Astana Qazaqstan Team AST |
| ------------------------- | ------------------------------ | ------------------------- |
| Num                       | Ciclista                       | Pos                       |
| 171                       | Alexey Lutsenko (KAZ)          | NP-1                      |
| 172                       | Leonardo Basso (ITA)           | 116.                      |
| 173                       | Gleb Brussenskiy (KAZ)         | 110.                      |
| 174                       | Mark Cavendish (GBR) (estrada) | DNF-1                     |
| 175                       | Gianmarco Garofoli (ITA)       | 66.                       |
| 176                       | Antonio Nibali (ITA)           | 58.                       |
| 177                       | Harold Tejada (COL)            | 21.                       |

| Lotto Dstny LTD | Lotto Dstny LTD          | Lotto Dstny LTD |
| --------------- | ------------------------ | --------------- |
| Num             | Ciclista                 | Pos             |
| 181             | Eduardo Sepúlveda (ARG)  | 29.             |
| 182             | Johannes Adamietz (GER)  | 53.             |
| 183             | Thomas De Gendt (BEL)    | 81.             |
| 184             | Milan Menten (BEL)       | 84.             |
| 185             | Sylvain Moniquet (BEL)   | 33.             |
| 186             | Mathijs Paasschens (NED) | 51.             |
| 187             | Harry Sweeny (AUS)       | 45.             |

| Israel-Premier Tech IPT | Israel-Premier Tech IPT | Israel-Premier Tech IPT |
| ----------------------- | ----------------------- | ----------------------- |
| Num                     | Ciclista                | Pos                     |
| 191                     | Michael Woods (CAN)     | DNF-4                   |
| 192                     | Chris Froome (GBR)      | 97.                     |
| 193                     | Reto Hollenstein (SUI)  | 74.                     |
| 194                     | Mason Hollyman (GBR)    | DNF-4                   |
| 195                     | Giacomo Nizzolo (ITA)   | DNF-4                   |
| 196                     | Nick Schultz (AUS)      | 55.                     |
| 197                     | Rick Zabel (GER)        | DNF-1                   |

| Tudor Pro Cycling Team TUD | Tudor Pro Cycling Team TUD     | Tudor Pro Cycling Team TUD |
| -------------------------- | ------------------------------ | -------------------------- |
| Num                        | Ciclista                       | Pos                        |
| 201                        | Sébastien Reichenbach (SUI)    | 34.                        |
| 202                        | Tom Bohli (SUI)                | 114.                       |
| 203                        | Alexander Kamp (DEN) (estrada) | 72.                        |
| 204                        | Arthur Kluckers (LUX)          | 100.                       |
| 205                        | Joel Suter (SUI) (CRI)         | 71.                        |
| 206                        | Yannis Voisard (SUI)           | 18.                        |
| 207                        | Luc Wirtgen (LUX)              | 76.                        |

| Suíça SUI | Suíça SUI      | Suíça SUI |
| --------- | -------------- | --------- |
| Num       | Ciclista       | Pos       |
| 211       | Jan Christen   | 54.       |
| 212       | Antoine Aebi   | 118.      |
| 213       | Jonathan Bogli | 103.      |
| 214       | Antoine Debons | 85.       |
| 215       | Dario Lillo    | 113.      |
| 216       | Jan Sommer     | 91.       |
| 217       | Jan Stöckli    | 117.      |

| Bora-Hansgrohe BOH | Bora-Hansgrohe BOH      | Bora-Hansgrohe BOH |
| ------------------ | ----------------------- | ------------------ |
| Num                | Ciclista                | Pos                |
| 1                  | Sergio Higuita (COL)    | NP-3               |
| 2                  | Cesare Benedetti (POL)  | 101.               |
| 3                  | Nico Denz (GER)         | 77.                |
| 4                  | Bob Jungels (LUX) (CRI) | 42.                |
| 5                  | Luis-Joe Lührs (GER)    | 59.                |
| 6                  | Cian Uijtdebroeks (BEL) | 6.                 |
| 7                  | Ben Zwiehoff (GER)      | 56.                |

| UAE Team Emirates UAD | UAE Team Emirates UAD   | UAE Team Emirates UAD |
| --------------------- | ----------------------- | --------------------- |
| Num                   | Ciclista                | Pos                   |
| 11                    | Adam Yates (GBR)        | 1.                    |
| 12                    | Ivo Oliveira (POR)      | 108.                  |
| 13                    | Juan Ayuso (ESP)        | 16.                   |
| 14                    | Mikkel Bjerg (DEN)      | 35.                   |
| 15                    | Finn Fisher-Black (NZL) | 32.                   |
| 16                    | Rafał Majka (POL)       | 10.                   |
| 17                    | Domen Novak (SLO)       | 82.                   |

| Jumbo-Visma TJV | Jumbo-Visma TJV         | Jumbo-Visma TJV |
| --------------- | ----------------------- | --------------- |
| Num             | Ciclista                | Pos             |
| 21              | Steven Kruijswijk (NED) | 31.             |
| 22              | Tobias Foss (NOR) (CRI) | NP-4            |
| 23              | Robert Gesink (NED)     | NP-4            |
| 24              | Thomas Gloag (GBR)      | 11.             |
| 25              | Lennard Hofstede (NED)  | DNF-2           |
| 26              | Gijs Leemreize (NED)    | 64.             |
| 27              | Jos van Emden (NED)     | 92.             |

| Soudal Quick-Step SOQ | Soudal Quick-Step SOQ | Soudal Quick-Step SOQ |
| --------------------- | --------------------- | --------------------- |
| Num                   | Ciclista              | Pos                   |
| 31                    | Rémi Cavagna (FRA)    | 46.                   |
| 32                    | Josef Černý (CZE)     | 93.                   |
| 33                    | Dries Devenyns (BEL)  | 99.                   |
| 34                    | James Knox (GBR)      | NP-2                  |
| 35                    | Fausto Masnada (ITA)  | NP-5                  |
| 36                    | Casper Pedersen (DEN) | 87.                   |
| 37                    | Ethan Vernon (GBR)    | 94.                   |

| Alpecin-Deceuninck ADC | Alpecin-Deceuninck ADC      | Alpecin-Deceuninck ADC |
| ---------------------- | --------------------------- | ---------------------- |
| Num                    | Ciclista                    | Pos                    |
| 41                     | Quinten Hermans (BEL)       | 67.                    |
| 42                     | Tobias Bayer (AUT)          | DNF-4                  |
| 43                     | Jason Osborne (GER)         | 38.                    |
| 44                     | Kristian Sbaragli (ITA)     | 109.                   |
| 45                     | Robert Stannard (AUS)       | 90.                    |
| 46                     | Lionel Taminiaux (BEL)      | 119.                   |
| 47                     | Fabio Van den Bossche (BEL) | 111.                   |

| Trek-Segafredo TFS | Trek-Segafredo TFS      | Trek-Segafredo TFS |
| ------------------ | ----------------------- | ------------------ |
| Num                | Ciclista                | Pos                |
| 51                 | Tony Gallopin (FRA)     | 44.                |
| 52                 | Julien Bernard (FRA)    | 86.                |
| 53                 | Marc Brustenga (ESP)    | 115.               |
| 54                 | Kenny Elissonde (FRA)   | NP-5               |
| 55                 | Asbjørn Hellemose (DEN) | 49.                |
| 56                 | Jacopo Mosca (ITA)      | 68.                |
| 57                 | Thibau Nys (BEL)        | 57.                |

| EF Education-EasyPost EFE | EF Education-EasyPost EFE    | EF Education-EasyPost EFE |
| ------------------------- | ---------------------------- | ------------------------- |
| Num                       | Ciclista                     | Pos                       |
| 61                        | Magnus Cort (DEN)            | 69.                       |
| 62                        | Andrey Amador (CRC)          | 78.                       |
| 63                        | Jonathan Caicedo (ECU) (CRI) | 24.                       |
| 64                        | Simon Carr (GBR)             | NP-5                      |
| 65                        | Odd Christian Eiking (NOR)   | 37.                       |
| 66                        | Mark Padun (UKR)             | DNF-4                     |
| 67                        | Sean Quinn (USA)             | NP-2                      |

| Groupama-FDJ GFC | Groupama-FDJ GFC        | Groupama-FDJ GFC |
| ---------------- | ----------------------- | ---------------- |
| Num              | Ciclista                | Pos              |
| 71               | Thibaut Pinot (FRA)     | 5.               |
| 72               | Lewis Askey (GBR)       | 104.             |
| 73               | Lorenzo Germani (ITA)   | 63.              |
| 74               | Mathieu Ladagnous (FRA) | 79.              |
| 75               | Lenny Martinez (FRA)    | 28.              |
| 76               | Enzo Paleni (FRA)       | 62.              |
| 77               | Reuben Thompson (NZL)   | 60.              |

| Movistar Team MOV | Movistar Team MOV       | Movistar Team MOV |
| ----------------- | ----------------------- | ----------------- |
| Num               | Ciclista                | Pos               |
| 81                | Matteo Jorgenson (USA)  | 2.                |
| 82                | William Barta (USA)     | 13.               |
| 83                | Fernando Gaviria (COL)  | 105.              |
| 84                | Gregor Mühlberger (AUT) | 43.               |
| 85                | Nelson Oliveira (POR)   | 26.               |
| 86                | Iván Romeo (ESP)        | 102.              |
| 87                | Sergio Samitier (ESP)   | 52.               |

| Bahrain Victorious TBV | Bahrain Victorious TBV      | Bahrain Victorious TBV |
| ---------------------- | --------------------------- | ---------------------- |
| Num                    | Ciclista                    | Pos                    |
| 91                     | Gino Mäder (SUI)            | 15.                    |
| 92                     | Nikias Arndt (GER)          | 75.                    |
| 93                     | Damiano Caruso (ITA)        | 3.                     |
| 94                     | Rainer Kepplinger (AUT)     | 14.                    |
| 95                     | Filip Maciejuk (POL)        | 95.                    |
| 96                     | Johan Price-Pejtersen (DEN) | NP-5                   |
| 97                     | Dušan Rajović (SRB) (CRI)   | NP-5                   |

| Ineos Grenadiers IGD | Ineos Grenadiers IGD       | Ineos Grenadiers IGD |
| -------------------- | -------------------------- | -------------------- |
| Num                  | Ciclista                   | Pos                  |
| 101                  | Egan Bernal (COL)          | 8.                   |
| 102                  | Jonathan Castroviejo (ESP) | 12.                  |
| 103                  | Ethan Hayter (GBR) (CRI)   | 20.                  |
| 104                  | Jhonatan Narváez (ECU)     | 40.                  |
| 105                  | Brandon Rivera (COL)       | DNF-5                |
| 106                  | Elia Viviani (ITA)         | DNF-5                |
| 107                  | Cameron Wurf (AUS)         | 112.                 |

| Team Jayco AlUla JAY | Team Jayco AlUla JAY          | Team Jayco AlUla JAY |
| -------------------- | ----------------------------- | -------------------- |
| Num                  | Ciclista                      | Pos                  |
| 111                  | Simon Yates (GBR)             | DNF-1                |
| 112                  | Lawson Craddock (USA) (CRI)   | 73.                  |
| 113                  | Edward Dunbar (IRL)           | 9.                   |
| 114                  | Chris Harper (AUS)            | 36.                  |
| 115                  | Christopher Juul-Jensen (DEN) | NP-5                 |
| 116                  | Matteo Sobrero (ITA)          | 48.                  |
| 117                  | Filippo Zana (ITA) (estrada)  | 17.                  |

| Team DSM DSM | Team DSM DSM          | Team DSM DSM |
| ------------ | --------------------- | ------------ |
| Num          | Ciclista              | Pos          |
| 121          | Romain Bardet (FRA)   | 7.           |
| 122          | Marco Brenner (GER)   | 96.          |
| 123          | Alberto Dainese (ITA) | NP-3         |
| 124          | Chris Hamilton (AUS)  | 61.          |
| 125          | Niklas Märkl (GER)    | NP-3         |
| 126          | Oscar Onley (GBR)     | 23.          |
| 127          | Max Poole (GBR)       | 4.           |

| AG2R Citroën Team ACT | AG2R Citroën Team ACT   | AG2R Citroën Team ACT |
| --------------------- | ----------------------- | --------------------- |
| Num                   | Ciclista                | Pos                   |
| 131                   | Clément Berthet (FRA)   | 27.                   |
| 132                   | Geoffrey Bouchard (FRA) | 22.                   |
| 133                   | Dorian Godon (FRA)      | 65.                   |
| 134                   | Paul Lapeira (FRA)      | 80.                   |
| 135                   | Nans Peters (FRA)       | 39.                   |
| 136                   | Michael Schär (SUI)     | 50.                   |
| 137                   | Clément Venturini (FRA) | 70.                   |

| Intermarché-Circus-Wanty ICW | Intermarché-Circus-Wanty ICW | Intermarché-Circus-Wanty ICW |
| ---------------------------- | ---------------------------- | ---------------------------- |
| Num                          | Ciclista                     | Pos                          |
| 141                          | Louis Meintjes (RSA)         | 19.                          |
| 142                          | Niccolò Bonifazio (ITA)      | 107.                         |
| 143                          | Lilian Calmejane (FRA)       | NP-5                         |
| 144                          | Rui Costa (POR)              | DNF-1                        |
| 145                          | Kobe Goossens (BEL)          | NP-4                         |
| 146                          | Dion Smith (NZL)             | 98.                          |
| 147                          | Rein Taaramäe (EST) (CRI)    | 25.                          |

| Cofidis COF | Cofidis COF               | Cofidis COF |
| ----------- | ------------------------- | ----------- |
| Num         | Ciclista                  | Pos         |
| 151         | Ion Izagirre (ESP)        | NP-3        |
| 152         | Thomas Champion (FRA)     | NP-5        |
| 153         | Eddy Finé (FRA)           | 88.         |
| 154         | Simon Geschke (GER)       | 89.         |
| 155         | Jesús Herrada (ESP)       | 30.         |
| 156         | Anthony Perez (FRA)       | NP-3        |
| 157         | Pierre-Luc Périchon (FRA) | DNF-4       |

| Arkéa-Samsic ARK | Arkéa-Samsic ARK               | Arkéa-Samsic ARK |
| ---------------- | ------------------------------ | ---------------- |
| Num              | Ciclista                       | Pos              |
| 161              | Kévin Vauquelin (FRA)          | DNF-2            |
| 162              | Clément Champoussin (FRA)      | 47.              |
| 163              | Ewen Costiou (FRA)             | DNF-5            |
| 164              | Kévin Ledanois (FRA)           | 83.              |
| 165              | Luca Mozzato (ITA)             | 106.             |
| 166              | Andrii Ponomar (UKR) (estrada) | DNF-1            |
| 167              | Cristián Rodríguez (ESP)       | 41.              |

| Astana Qazaqstan Team AST | Astana Qazaqstan Team AST      | Astana Qazaqstan Team AST |
| ------------------------- | ------------------------------ | ------------------------- |
| Num                       | Ciclista                       | Pos                       |
| 171                       | Alexey Lutsenko (KAZ)          | NP-1                      |
| 172                       | Leonardo Basso (ITA)           | 116.                      |
| 173                       | Gleb Brussenskiy (KAZ)         | 110.                      |
| 174                       | Mark Cavendish (GBR) (estrada) | DNF-1                     |
| 175                       | Gianmarco Garofoli (ITA)       | 66.                       |
| 176                       | Antonio Nibali (ITA)           | 58.                       |
| 177                       | Harold Tejada (COL)            | 21.                       |

| Lotto Dstny LTD | Lotto Dstny LTD          | Lotto Dstny LTD |
| --------------- | ------------------------ | --------------- |
| Num             | Ciclista                 | Pos             |
| 181             | Eduardo Sepúlveda (ARG)  | 29.             |
| 182             | Johannes Adamietz (GER)  | 53.             |
| 183             | Thomas De Gendt (BEL)    | 81.             |
| 184             | Milan Menten (BEL)       | 84.             |
| 185             | Sylvain Moniquet (BEL)   | 33.             |
| 186             | Mathijs Paasschens (NED) | 51.             |
| 187             | Harry Sweeny (AUS)       | 45.             |

| Israel-Premier Tech IPT | Israel-Premier Tech IPT | Israel-Premier Tech IPT |
| ----------------------- | ----------------------- | ----------------------- |
| Num                     | Ciclista                | Pos                     |
| 191                     | Michael Woods (CAN)     | DNF-4                   |
| 192                     | Chris Froome (GBR)      | 97.                     |
| 193                     | Reto Hollenstein (SUI)  | 74.                     |
| 194                     | Mason Hollyman (GBR)    | DNF-4                   |
| 195                     | Giacomo Nizzolo (ITA)   | DNF-4                   |
| 196                     | Nick Schultz (AUS)      | 55.                     |
| 197                     | Rick Zabel (GER)        | DNF-1                   |

| Tudor Pro Cycling Team TUD | Tudor Pro Cycling Team TUD     | Tudor Pro Cycling Team TUD |
| -------------------------- | ------------------------------ | -------------------------- |
| Num                        | Ciclista                       | Pos                        |
| 201                        | Sébastien Reichenbach (SUI)    | 34.                        |
| 202                        | Tom Bohli (SUI)                | 114.                       |
| 203                        | Alexander Kamp (DEN) (estrada) | 72.                        |
| 204                        | Arthur Kluckers (LUX)          | 100.                       |
| 205                        | Joel Suter (SUI) (CRI)         | 71.                        |
| 206                        | Yannis Voisard (SUI)           | 18.                        |
| 207                        | Luc Wirtgen (LUX)              | 76.                        |

| Suíça SUI | Suíça SUI      | Suíça SUI |
| --------- | -------------- | --------- |
| Num       | Ciclista       | Pos       |
| 211       | Jan Christen   | 54.       |
| 212       | Antoine Aebi   | 118.      |
| 213       | Jonathan Bogli | 103.      |
| 214       | Antoine Debons | 85.       |
| 215       | Dario Lillo    | 113.      |
| 216       | Jan Sommer     | 91.       |
| 217       | Jan Stöckli    | 117.      |

Convenções:
- AB-N: Abandono na etapa "N"
- FLT-N: Retiro por chegada fora do limite de tempo na etapa "N"
- NTS-N: Não tomou a saída para a etapa "N"
- DES-N: Desclassificado ou expulsado na etapa "N"

## UCI World Ranking
O Volta à Romandia outorgou pontos para o UCI World Ranking para corredores das equipas nas categorias UCI WorldTeam, UCI ProTeam e Continental. As seguintes tabelas são o barómetro de pontuação e os dez corredores que obtiveram mais pontos:
| Posição             | 1.º | 2.º | 3.º | 4.º | 5.º | 6.º | 7.º | 8.º | 9.º | 10.º | 11.º | 12.º | 13.º | 14.º | 15.º | 16.º-20.º | 21.º-30.º | 31.º-50.º | 51.º-55.º | 56.º-60.º |
| Classificação geral | 500 | 400 | 325 | 275 | 225 | 175 | 150 | 125 | 100 | 85   | 70   | 60   | 50   | 40   | 35   | 30        | 20        | 10        | 5         | 3         |
| Por etapa           | 60  | 40  | 30  | 25  | 20  | 15  | 10  | 8   | 5   | 2    |      |      |      |      |      |           |           |           |           |           |
| Líder               | 10  |     |     |     |     |     |     |     |     |      |      |      |      |      |      |           |           |           |           |           |

| Classificação |                   |                    |       |       |       |       |
| Posição       | Ciclista          | Equipa             | Geral | Etapa | Líder | Total |
| ------------- | ----------------- | ------------------ | ----- | ----- | ----- | ----- |
| 1.º           | Adam Yates        | UAE Emirates       | 500   | 90    | 10    | 600   |
| 2.º           | Matteo Jorgenson  | Movistar           | 400   | 60    | -     | 460   |
| 3.º           | Damiano Caruso    | Bahrain Victorious | 325   | 45    | -     | 370   |
| 4.º           | Max Poole         | DSM                | 275   | 27    | -     | 302   |
| 5.º           | Thibaut Pinot     | Groupama-FDJ       | 225   | 40    | -     | 265   |
| 6.º           | Romain Bardet     | DSM                | 150   | 65    | -     | 215   |
| 7.º           | Cian Uijtdebroeks | Bora-Hansgrohe     | 175   | 15    | -     | 190   |
| 8.º           | Ethan Hayter      | Ineos Grenadiers   | 30    | 105   | 10    | 145   |
| 9.º           | Juan Ayuso        | UAE Emirates       | 30    | 100   | 10    | 140   |
| 10.º          | Egan Bernal       | Ineos Grenadiers   | 125   | 8     | -     | 133   |